# Élections générales ténoises de 2011
Les élections générales ténoises de 2011, les 22e de son histoire, ont lieu le 3 octobre 2011 pour le renouvellement de l'Assemblée législative des Territoires du Nord-Ouest au Canada. Dix-neuf députés indépendants sont alors élus à l'Assemblée législative par un scrutin uninominal majoritaire à un tour.
Le territoire opère avec un gouvernement de consensus sans parti politique. Le premier ministre est choisi parmi les députés de l'Assemblée législative.
Le taux de participation est de 48 %, soit 11 865 votes exprimés sur un total de 24 577 électeurs inscrits. 